# Пинкус, Грегори Гудвин
Грегори Гудвин Пинкус (англ. Gregory Goodwin Pincus; 9 апреля 1903 — 22 августа 1967) — американский биолог и исследователь, известен как один из создателей пероральных противозачаточных таблеток.

## Биография
Грегори Гудвин Пинкус родился в Вудбайне, Нью-Джерси, в семье еврейских эмигрантов из Польши Элизабет и Джозефа Пинкусов. Окончил Корнеллский университет в 1924 году со степенью бакалавра сельского хозяйства. Степени магистра и доктора получил в Гарвардском университете, где также преподавал зоологию. В 1927—1930 годах работал в Европе, в Кембриджском университете (Англия) и Институте биологии кайзера Вильгельма в Берлине. В 1930 году начал преподавать общую физиологию в Гарварде, с 1931 года — доцент.
Гормональную биологию и стероидные гормоны начал изучать ещё в начале своей карьеры. Первым его успехом было достижение экстрапорального оплодотворения у кроликов в 1934 году. В 1944 году стал соучредителем Вустерского фонда экспериментальной биологии. В 1951 году Маргарет Сэнгер, встретившая Пинкуса незадолго до этого на званом обеде, выхлопотала для него небольшой грант, который позволил ему начать заниматься исследованиями в области гормональной контрацепции.
Для доказательства безопасности созданных им «таблеток» он провёл в 1952 и 1953 годах испытания на людях (добровольно согласившихся на это пациенток доктора Джона Рока, страдающих бесплодием). Испытания таблеток на женщинах, способных к деторождению, были начаты в 1956 году в Пуэрто-Рико, потому как на большей части территории США в то время продажа средств контрацепции была вне закона; впоследствии они стали распространяться также на Гаити, в Мексике и в Калифорнии, где запрета на продажу не было. В феврале 1961 года он изменил первоначальный состав таблеток.
Грегори Гудвин Пинкус умер от редкого заболевания крови в 1967 году в возрасте 64 лет в Массачусетсе. Похороны прошли 25 августа 1967 года.